# شاندور
شاندور (به مجاری: Sándor) ممکن است به یکی از موارد زیر اشاره داشته باشد:
- شاندور چانی
- شاندور چانی
- شاندور ارل
- شاندور اردوش
- شاندور فرنتزی
- شاندور گلر
- شاندور گومبوس
- شاندور کوچیش
- شائولین شاندور لیو
- شاندور مارائی
- شاندور پتوفی
- شاندور پل
- شاندور تاریچ
- شاندور ووروش